# 수문 (북한산성)
수문(水門)은 대서문과 서암문 사이 계곡에 있는 북한산성의 문이다. 조선 시대 단위로 높이 16척, 너비 50척이다. 북한산성 안에서 가장 낮은 곳에 위치하여 북한산의 모든 물이 이곳으로 흘러나온다. 현재는 흔적을 찾기 어려우며, 계곡 옆 능선 위로 무너진 성벽이 남아있다. 다만 수문 주변 바위에는 축성 당시로 추정되는 구멍들이 여러군데 남아 있다.